# Juliano Enrico
Juliano Enrico Marques Teixeira (Vitória, 19 de junho de 1984) é um quadrinista, apresentador, ator, humorista e roteirista brasileiro.
Juliano estreou na MTV Brasil no comando do clássico Acesso MTV em sua quinta temporada, substituindo Titi Müller e Marimoon em 4 de março de 2013 de segunda a quinta das 19h às 20h.
Em abril, se afastou temporariamente da atração para gravar uma nova série para a emissora chamada Overdose e foi substituído por Chuck Hipolitho. No dia 13 de maio de 2013, reestreou o Acesso MTV com mais tempo de duração, era das 18h45 às 20h com ele, a volta de Titi Müller e Pathy Dejesus.
No dia 14 de maio de 2013, estreia como comentarista do Rockgol 2013. Juliano também é um dos roteiristas do programa Choque de Cultura  e de O Último Programa do Mundo  (além de também participar deste), ambos da TV Quase.
Em junho de 2023, a Netflix liberou o trailer oficial de Acorda, Carlo!, nova animação criada por Juliano e pela produtora Copa Studio, repetindo a mesma parceria de Irmão do Jorel. Trata-se da primeira série de animação original brasileira da Netflix, com 13 episódios disponíveis na plataforma a partir de 6 de julho.
Em 1 de maio de 2019, Guta Kratz, sua ex-namorada, publicou um depoimento de relacionamento agressivo que vivenciou. Muitos internautas questionaram o envolvimento de Juliano, que foi afastado da produtora TV Quase em 2 de maio até que o caso seja esclarecido.

## Irmão do Jorel
Irmão do Jorel é uma animação criada em 2014 por Juliano Enrico para o Cartoon Network, com 104 episódios até dia 9 de Dezembro de 2022. A animação surgiu primeiro na Internet e hoje integra a programação do canal infantil. O personagem principal não tem nome próprio, por isso o desenho é conhecido apenas por "Irmão do Jorel". Em entrevista, Juliano explicou: "Todo mundo pode ser o irmão do Jorel: aquela criança comum que sempre fica atrás dos próprios irmãos. É por isso que o irmão do Jorel não tem nome: somos todos ele". 
Juliano afirma ter se inspirado em fotos de família para criar a série, embora não seja uma obra autobiográfica.

## Programas
- Acesso MTV
- Rockgol
- Overdose
- Último Programa do Mundo
- Adnight Show
- Choque de Cultura
- Décimo Andar